# ロシア帝国陸軍
ロシア帝国陸軍（ろしあていこくりくぐん、露: Ру́сская импера́торская а́рмия, 英: Imperial Russian Army）は、ロシア帝国の陸軍である。

## 歴史

### 参加した主な戦争

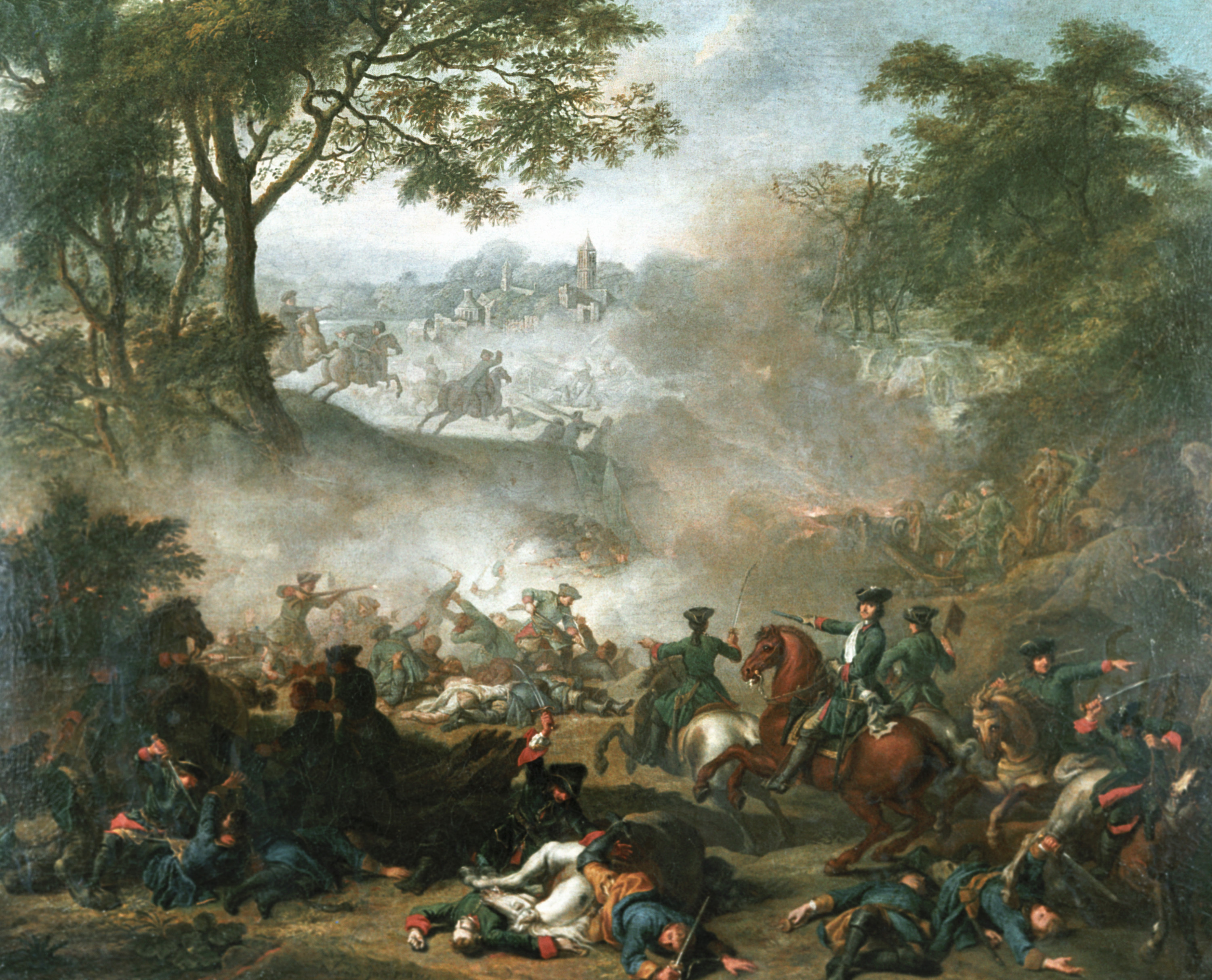
レスナーヤの戦い（大北方戦争）

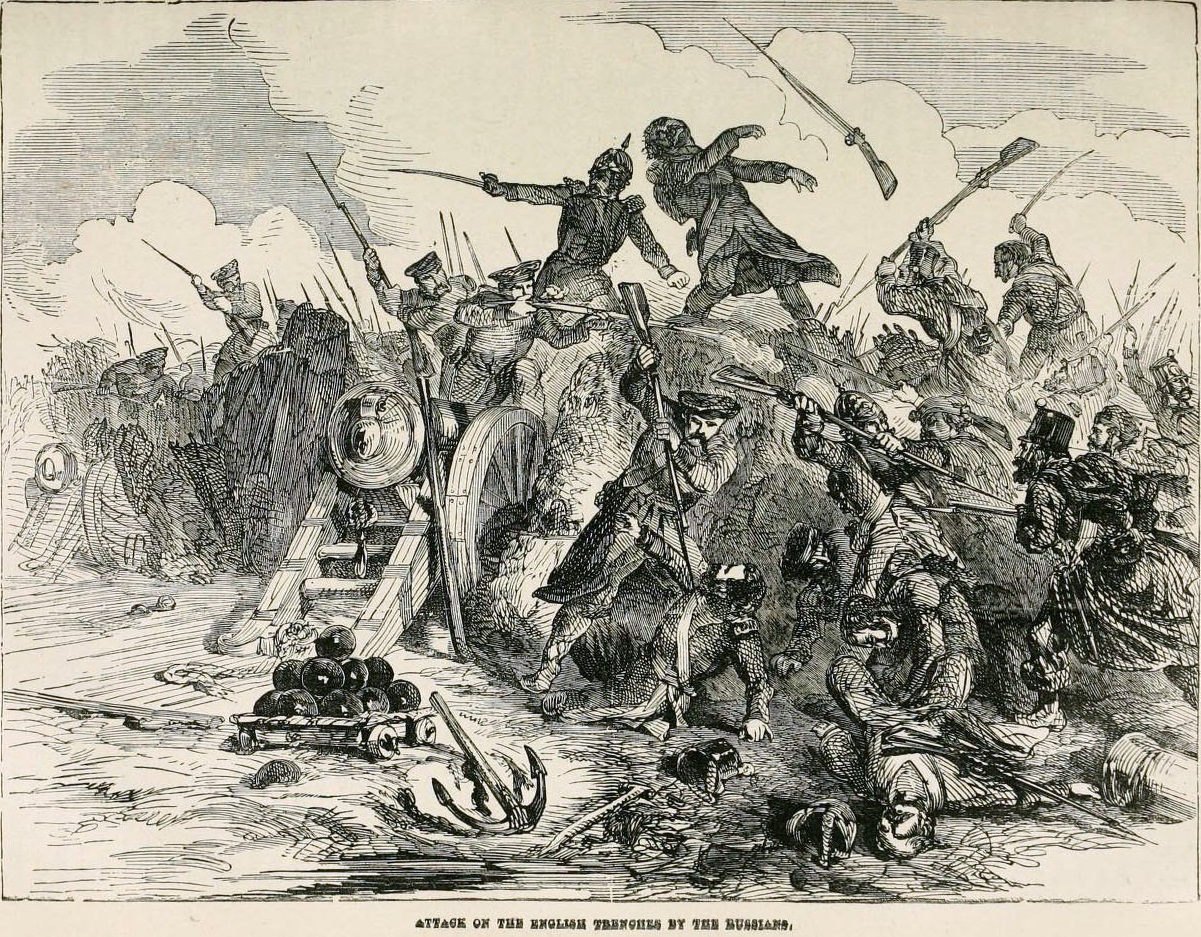
英軍陣地に突入するロシア兵（クリミア戦争）

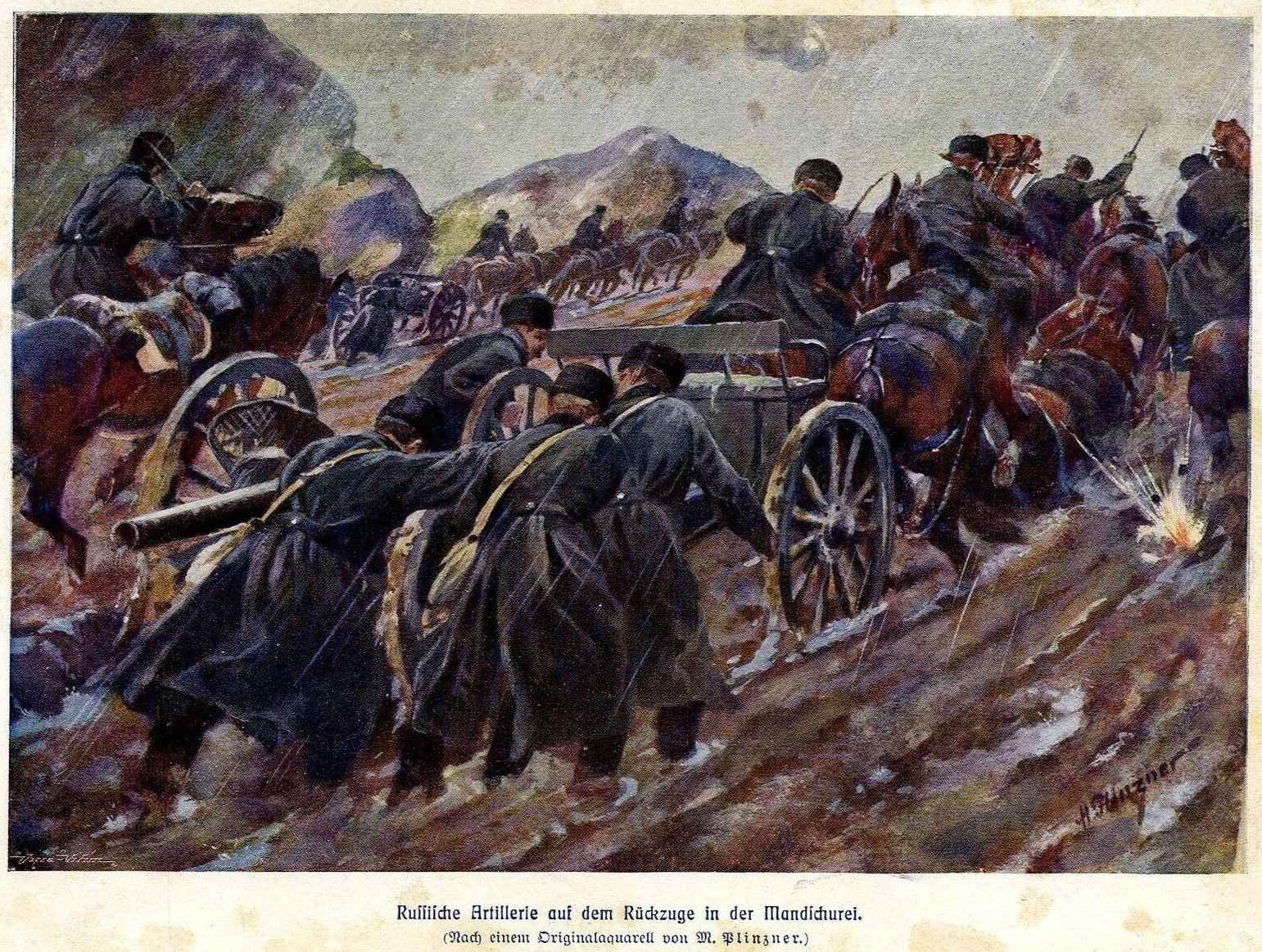
退却中のロシア砲兵（日露戦争）

- 大北方戦争
- 七年戦争
- ロシア・ペルシャ戦争
- コーカサス戦争
- ナポレオン戦争
- クリミア戦争
- 露土戦争
- 北清事変
- 日露戦争
- 第一次世界大戦

### 概要
ピョートル1世御世の、17世紀末時点でのロシア軍兵力は16万人であったが、大北方戦争の緒戦である、1700年のナルヴァの戦いの敗北もあって、本格的な徴兵制が実施される。陸軍参議会、海軍参議会、砲兵官庁、兵站部、参謀本部の設立等軍制改革も成功して、最終的に大北方戦争はロシア軍の勝利に終わり、ロシアはバルト海に覇をとなえることとなった。七年戦争ではプロイセンに対し勝利目前まで行ったが、ピョートル3世が和睦したため最終的には停戦となる。ナポレオン戦争では最終的に1812年ロシア戦役でナポレオン・ボナパルトに大打撃を与え、勝利した。
その後もポーランドの11月蜂起やハンガリー革命を粉砕したが、兵士の懲役は25年とかなり長いもので、貴族出身者が大多数を占めた将校との待遇の差は隔絶としたものがあった。
クリミア戦争ではこれに加え、交通整備の不備や英仏軍に比べて旧式だった装備等の弱点が露呈される。兵力は将校3万人弱、下士官・兵112万人と規模だけを見れば世界トップクラスだったが、結局事実上の敗北に終わり、パリ講和条約を結ばされることとなる。
ロシアという国自体の後進性が如実なものとなったが、このクリミア戦争の敗北は皇帝・貴族等の支配者層にも危機感を与えた。結果アレクサンドル2世による「上からの改革」が実行される事となったが、軍制改革もその一端として当時の陸軍大臣ドミトリー・ミリューチン主導の下、行われることとなる。具体的には軍隊内での体罰禁止、兵役の短縮(16年)、国民皆兵制の施行、兵学校・士官学校等教育機関の設立、現在のロシア連邦軍にも制度上は受け継がれている軍管区の設立等である。但し、国民皆兵制は家族状況による兵役免除もあって実際の召集率は対象者の25-30％程度であり、学校教育を受けた者は兵役期間を軽減される規定により裕福な特権階級層は事実上兵役を免れることが出来たなど、完全に徹底されたものではなかった。それでもミリューチンによるこの軍制改革の効果は大きいものがあり、露土戦争ではオスマン帝国に勝利、バルカン半島におけるロシアの影響力拡大を危惧した欧米各国の意向を受けたベルリン会議により、当初結んだサン・ステファノ条約を修正したベルリン条約の締結となり、ベッサラビア南部を得たものの、国内の不満を招き、会議を主催したドイツ帝国との関係は微妙なものとなっていく。またこの時期(19世紀後半)は中央アジアにも積極的に進出している。1881年に中国清王朝との間で締結したイリ条約もこの一環である。さらに満州・朝鮮半島への進出も計ったが、日本との日露戦争では奉天会戦での敗戦等休戦・講和を余儀なくされた。
前述のミリューチンの軍制改革は繰り返すように一定以上の効果はあったが、将校の質の低さ・交通網の非効率さ・兵站の不足等弱点は完全に克服されなかった。1898年に陸軍元帥となったミリューチンは1912年に96歳の長寿を全うしたが、彼の死の直後、ロシアは第一次世界大戦に参戦し、ドイツ帝国やオーストリア＝ハンガリー帝国と東部戦線で戦った。しかし、タンネンベルクの戦いでの惨敗等わずか2年間で総兵力1,400万人中530万人の大きな犠牲を出してしまい、国内には厭戦が広まることとなる。
1917年の2月革命では兵士はロシア帝国を崩壊に追い込むこととなり、内戦もあって1922年にはソビエト連邦成立となったが、ミハイル・トゥハチェフスキーやアレクサンドル・エゴロフ、アレクセイ・イグナチェフ等事実上の国軍であった赤軍(1946年にソビエト連邦軍に改称)に高級将領として参加した元帝国陸軍将校も少なくなかった。ヨシフ・スターリンによる1937年～1938年にかけての赤軍大粛清で命を落とした面々もまた少なくなかったが、内イグナチェフは粛清をまぬがれ、第二次世界大戦中の1943年には中将に昇進、1947年に退役し、スターリンよりも長生きした。

## 編成

### 指揮系統
ロシア帝国陸軍はアレクサンドル2世以降の治世においては、軍管区―軍団―師団―旅団―連隊・・・・・・が基本的な指揮系統であった。内軍管区は平時における最大軍事作戦単位（戦時は戦線、軍の編成も見られた）であり、司令官は兵科大将または中将であった。軍団長が中将（まれに兵科大将）、師団長も中将（第一次世界大戦末期等ごくまれに少将）、旅団長は少将（第一次世界大戦末期等ごくまれに大佐）、連隊長は大佐（ごくまれに少将）がそれぞれ充てられた。第二次世界大戦における大日本帝国陸軍が軍司令官・師団長共に中将であり、方面軍司令官も中将を充てられた例が多かったことと似ていたとも言える。

### 軍管区一覧

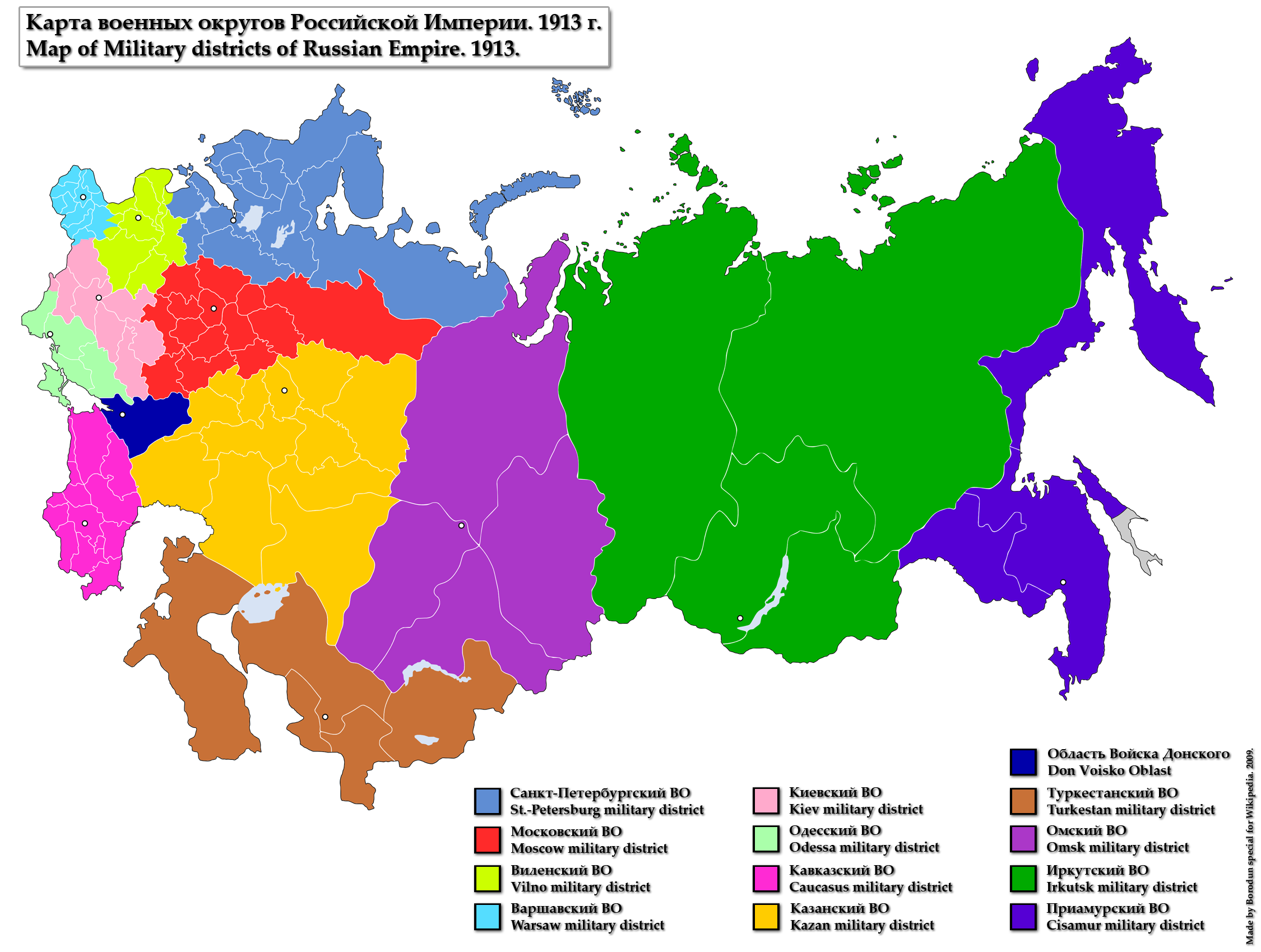
ロシア帝国の軍管区（1913年）

以下は第一次世界大戦勃発直前における軍管区の一覧である。
- ワルシャワ軍管区（英語版）
- ヴィルノ軍管区（英語版）
- イルクーツク軍管区（英語版）
- カフカース軍管区（英語版）
- カザン軍管区（英語版）
- キエフ軍管区
- モスクワ軍管区
- オデッサ軍管区（英語版）
- オムスク軍管区
- プリアムル軍管区
- サンクトペテルブルク軍管区
- トルキスタン軍管区